# Gunnedah

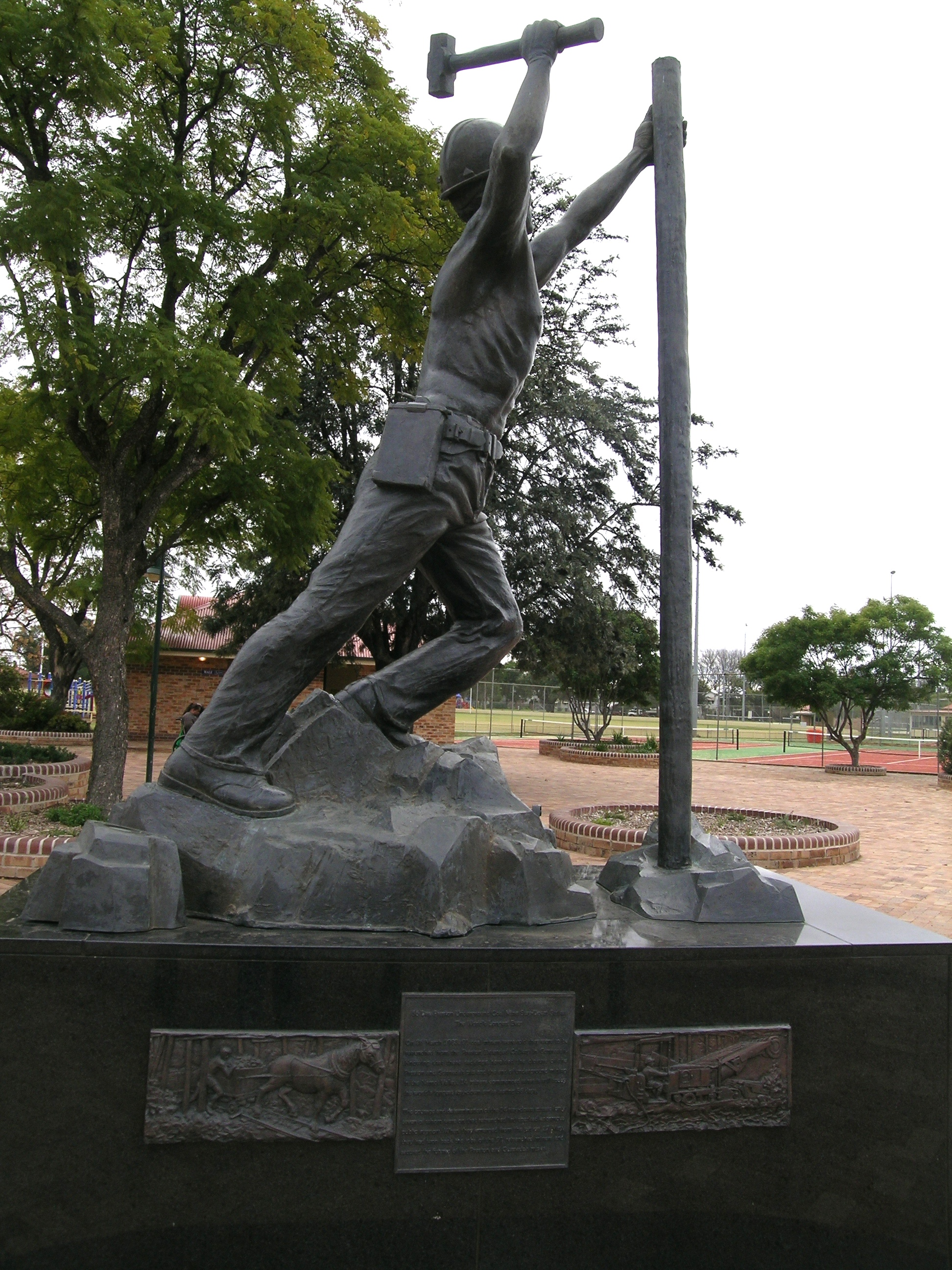
Denkmal für die Bergleute, die ihr Leben verloren haben. Gunnedah

Gunnedah ist eine Stadt im Nordosten des australischen Bundesstaates New South Wales. Sie ist das Verwaltungszentrum der Local Government Area Gunnedah Shire. Die Stadt liegt 75 km westnordwestlich von Tamworth und 475 km nördlich von Sydney. Bei der Volkszählung 2021 wurden 8.338 Einwohner gezählt, davon 1.198 (18,8 %), die von Aborigines abstammen.

## Geschichte
Das Gebiet um das heutige Gunnedah war ursprünglich von Aborigines bewohnt, die sich der Kamilaroisprache bedienten. Wo heute die Stadt steht, siedelten 1833 oder 1834 die ersten europäischen Schafzüchter. Da sich die Wirtschaft damals auf die Schafzucht beschränkte, war Gunnedah als The Woolshed bekannt, bevor der heutige Name aus dem Namen der dort lebenden Aborigines entstand, die sich Gunn-e-darr nannten. Der bekannteste von ihnen war Cumbo Gunnerah.
Dorothea Mackellar schrieb ihr bekanntes Gedicht My Country über den Bauernhof ihrer Familie bei Gunnedah. Zu ihrem Gedenken wird jedes Jahr der Dorothea Mackellar Poetry Award an Schüler in Gunnedah verliehen.
Kohle wurde am Black Jack Hill 1877 entdeckt. 1891 hatte man bereits 6.000 l Kohle aus dem Erdboden geholt. Die Gunnedah Colliery Company wurde im Mai 1899 gegründet und am 22. Juni des gleichen Jahres wurde eine 5,7 km lange Privateisenbahn von Bahnhof Gunnedah bis zum Bergwerk eröffnet. Im September 1957 übernahm der Staat den Betrieb dieser Privatbahn.
Anfang 2012 erlebte Gunnedah einen Bergbauboom, der dazu führte, dass Bergbaugesellschaften Privatgrundstücke für bis zu AU-$/Woche 1.350,-- pachteten. Ein Erdbeben der Stärke 4,2 auf der Richterskala ereignete sich im Juni 2012, dessen Erdstöße bis zu 120 km weit zu spüren waren.

## Geografie
Gunnedah liegt auf 264 m Seehöhe in den Liverpool Plains im Tal des Namoi River. Die Gegend ist sehr flach; die höchsten Hügel erreichen eine Höhe von etwa 400–500 m über dem Meer. Das Klima ist im Sommer heiß und im Winter mild und trocken. Dennoch können Gewitter Fluten im Namoi River verursachen. Größere Fluten können die Verkehrswege in die Stadt abschneiden und sie von der Außenwelt abschneiden.

## Wirtschaft
Der wichtigste Wirtschaftszweig ist die Landwirtschaft, die 80 % der Wertschöpfung in der Gegend ausmacht. Die wichtigsten Produkte aus Gunnedah sind: Schafwolle, Kohle, Rindfleisch, Lammfleisch, Schweinefleisch, Getreide und Ölsaaten.
In Gunnedah wird jedes Jahr auch die AgQuip, Australiens größte Messe für Landmaschinen, abgehalten.

## Verkehr
Gunnedah liegt an der Kreuzung des Oxley Highway (Australian Route 34) und des Kamilaroi Highway (Australian Route 37).
Der Bahnhof Gunnedah liegt an der Eisenbahnlinie nach Mungindi. Der Bahnhof, der 1879 eröffnet wurde, besteht aus einem großen Bahnhofsgebäude, einem einzelnen Bahnsteig, einem Durchfahrtsgleis und einem kleinen Güterhof. Zurzeit fährt täglich je ein Dieseltriebwagen Richtung Sydney und Richtung Moree.

## Tourismus
Im Gebiet um Gunnedah findet man besonders viele Wildtiere, z. B. Kängurus, Ameisenigel und Koalas. Koalas kann man auf auch Bäumen in der Stadt beobachten, ebenso wie in der Umgebung. Gunnedah gilt als „Koala-Hauptstadt der Welt“, ein Titel, den aber auch Port Stephens nördlich von Newcastle und Port Macquarie für sich beanspruchen, wo ein spezielles Krankenhaus für die Koalas entstanden ist.

## Medien
Die örtliche Zeitung heißt Namoi Valley Independent und die Radiostationen 2MO und 2GGG. 2MO beansprucht für sich, die erste Radiostation in Australien außerhalb der großen Städte zu sein.

## Bekannte Einwohner
- Erica Packer – Model und Sängerin, Ehefrau von James Packer.[7]
- Miranda Kerr – Supermodel
- Ben Smith – Rugbyspieler
- John O'Neill – Rugbyspieler
- John "Dallas" Donnelly – Rugbyspieler
- James Wynne – Rugbyspieler
- Dorothea Mackellar – Dichterin